# Anneliese
Anneliese ist ein weiblicher Vorname.

## Herkunft und Bedeutung des Namens
Doppelname aus Anna (Hebräisch → die Begnadete) und Elisabeth (Hebräisch → Gott ist mein Eid) oder den Varianten des Namens Liese und Luise.
Der Vorname wurde auch durch das Lied Anneliese von Hans Arno Simon bekannt:
Anneliese, ach, Anneliese,
Warum bist du böse auf mich?
Anneliese, ach, Anneliese,
Du weißt doch, ich liebe nur dich.

## Namenstag
4. Januar, 26. Juli, 19. November, 26. November

## Bekannte Namensträgerinnen
- Anneliese Dorer-Merk (1928–2022), Schweizer Bildhauerin
- Anneliese Felsenstein (1918–1981), österreichische Schriftstellerin
- Anneliese Fleyenschmidt (1919–2007), deutsche Fernsehansagerin
- Anneliese Landau (1903–1991), deutsch-US-amerikanische Musikwissenschaftlerin
- Anneliese Michel (1952–1976), deutsches Exorzismus-Opfer
- Anneliese Rohrer (* 1944), österreichische Journalistin
- Anneliese Rothenberger (1924–2010), deutsche Opernsängerin
- Anneliese Funzfichler, Teil des fiktiven Bühnenpaars Wolfgang & Anneliese
- Anneliese Schönnenbeck (1919–2020), deutsche Filmeditorin

## Weiteres
- Anneliese Rudolph, Pfirsichsorte

## Varianten
- Annelies
- Annlies
- Annalisa